# رده‌بندی
رده‌بندی عبارت است از:
تنظیم منطقی اشیا بر حسب درجه شباهت.
در علوم کتابداری و اطلاع‌رسانی، طرح اصولی برای مرتب ساختن کتاب‌ها و دیگر مواد کتابخانه بر اساس موضوع یا شکل آنها.
تعیین جای صحیح کتاب در قفسه‌های کتابخانه بر اساس یک نظام رده‌بندی.
در اداره امور بایگانی، رده‌بندی به معنای تنظیم منطقی مدارک و پرونده‌های یک بایگانی است درون گروه‌ها و تنظیم گروه‌ها درون یک مجموعه بایگانی.

## طرح‌های رده‌بندی
طرح‌های رده‌بندی را می‌توان به دو دسته نظری و عملی تقسم کرد. مهم‌ترین ویژگی رده‌بندی عملی (رده‌بندی کتابخانه‌ای و رده‌بندی کتاب‌شناختی) پیوند آن با طبقه‌بندی علوم است. میزان وابستگی و سازگاری رده‌بندی‌های عملی و نظری مسئله اساسی مورد بحث در این مقاله است. به منظور حفظ توالی منطقی و پیوستگی مطلوب موضوع‌ها و دوام و پایداری رده‌بندی در کتابخانه‌ها باید نظم علمی اساس تنظیم کتب قرار گیرد، اما در سازگاری رده‌بندی کتاب‌ها با نظم علمی باید جنبه‌های عملی گروه‌بندی کتب را نیز مورد توجه قرار داد.
رده‌بندی در هر زمینه به دلیل گسترش در کمیت و کیفیت است. با پیشرفت علوم، ضرورت رده‌بندی آن‌ها و تدوین طرح‌های رده‌بندی از دیرباز مورد توجه فیلسوفان و دانشمندان قرار گرفته‌است. طرح یا نظام رده‌بندی به منزله نقشه کاملی از رشته‌های دانش است و کلیه مفاهیم علمی و روابط بین آن‌ها را نشان می‌دهد. چنین طرحی ممکن است برای مقاصد مختلفی تدوین گردد. طرحهای رده‌بندی با توجه به هدف آن‌ها به دو دسته نظری و عملی تقسیم می‌شود. برای رده‌بندی نظری تقسیم ذیل را قائل شده‌اند:
1. رده‌بندی فلسفی و علمی که به‌طور مجرد ناظر بر ترتیب علوم یا ترتیب اشیاء است.
2. رده‌بندی آموزشی که در ارتباط با برنامه‌های آموزشی تهیه می‌شود.
3. رده‌بندی دائرةالمعارفی که تقریباً مشابه رده‌بندی آموزشی است، با این تفاوت که دارای برخی مطالب از جمله مختصری در باب هر یک از علوم نیز هست.

طرح‌های عملی نیز به نوبه خود به رده‌بندی کتابخانه‌ای به منظور تنظیم کتب در قفسه کتابخانه‌ها، و رده‌بندی کتاب‌شناختی به منظور تنظیم کتاب‌شناسی‌ها یا فهرستها تقسیم می‌شود.